# Rehburg

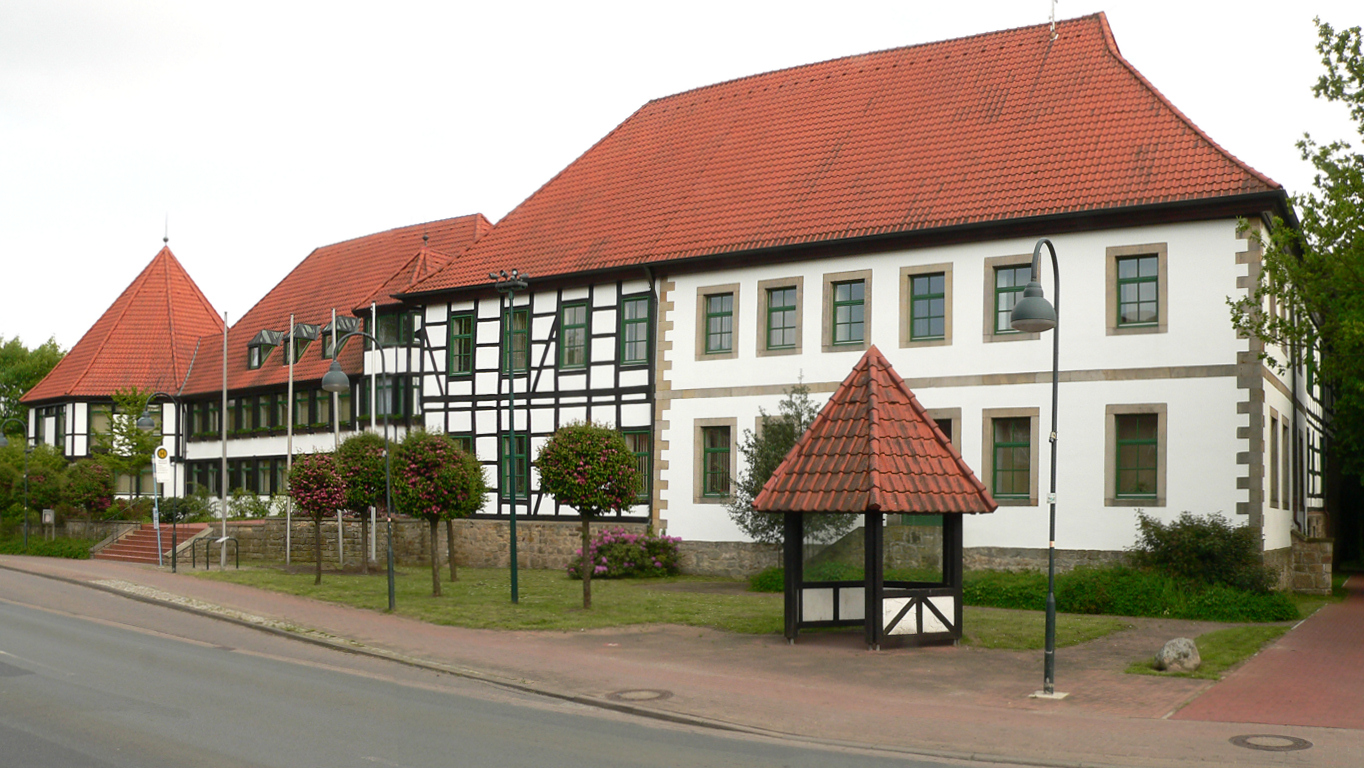
Rathaus von Rehburg-Loccum in Rehburg, der rechte baulich stark veränderte Bereich war Teil der Burg Rehburg

Rehburg ist eine ehemalige Stadt im Landkreis Nienburg/Weser im Bundesland Niedersachsen und heute Ortsteil von Rehburg-Loccum. Sie liegt westlich vom Steinhuder Meer und gehört zum Naturpark Steinhuder Meer.

## Geographie
Die Entfernung Rehburg nach Hannover und Bremen beträgt etwa 45 bzw. 105 km. Das Siedlungsgebiet hat die Form eines Straßendorfes, es wird im Norden durch ein ausgedehntes Wald- und Moorgebiet begrenzt, im Süden und Südwesten durch den Höhenzug der Rehburger Berge und im Osten durch das Steinhuder Meer. In den restlichen Himmelsrichtungen befindet sich Weide- und Wiesenlandschaft. Rehburg wird auch vom Steinhuder Meerbach in Ost-West-Richtung durchflossen.

## Geschichte

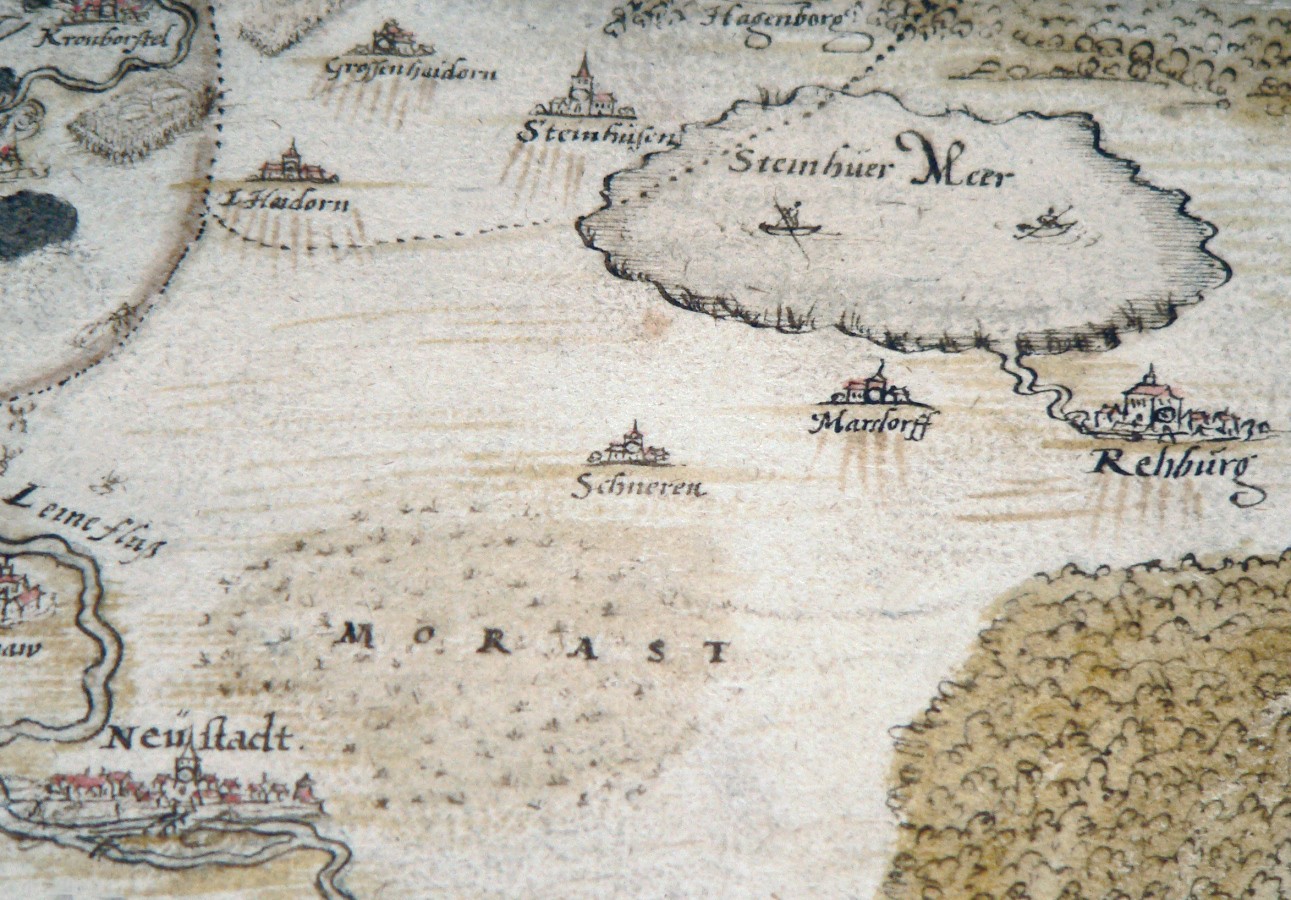
Darstellung von Rehburg am Steinhuder Meer um 1520 während der Hildesheimer Stiftsfehde, Zeichnung von Johannes Krabbe von 1591

Die Burg Rehburg wurde Mitte des 13. Jahrhunderts durch die Welfen als Grenzbefestigung errichtet. In Rehburg gefundene Hölzer eines Knüppeldamms, die sich auf das Jahr 1321 datieren ließen, sprechen dafür, dass der Ort zu dieser Zeit entstanden ist.
Die Stadtrechte wurden im Jahr 1648 verliehen. Rehburg war hannoverscher Amtssitz für das Gebiet der heutigen Stadt Rehburg-Loccum, ergänzt um die Orte Wiedensahl und Mardorf. Etwa 3 km westlich von Rehburg finden sich die Reste der frühmittelalterlichen Ringwallanlage Düsselburg. Die heute aus Erdwällen bestehende Befestigungsanlage diente vermutlich um das 8. bis 10. Jahrhundert der Bevölkerung als Fliehburg. Eine archäologische Ausgrabung fand 1904 statt. Auf dem Haarberg zwischen Rehburg und Winzlar liegt die Wüstung der mittelalterlichen Siedlung Munichehausen, der Stammsitz des Adelsgeschlechts Münchhausen. Ein Gedenkstein erinnert daran.
Während des Siebenjährigen Krieges kam es in Rehburg häufig zu Truppendurchmärschen. Nach der Schlacht bei Hastenbeck gab es im Ort Lazarett mit 500 Verwundeten und Kranken. In der Folge breiteten sich Krankheiten aus, die einen Großteil der Einwohnerschaft hinwegrafften.
Auf der Burg Rehburg fand die letzte öffentliche Hinrichtung um 1850 statt. Auf dem vom Volksmund so genannten „Köppebarg“ (Köppeberg), einem kleinen bewaldeten Heidehügel in der Feldmark nordöstlich von Rehburg, fand 1851 die letzte öffentliche Hinrichtung im Amt Rehburg statt. Ein Scharfrichter richtete in Anwesenheit einer großen Menschenansammlung den Schneerener Vatermörder Wiebking (Wiepking) mit einem Schwert. Meist folgte im Anschluss an öffentlich vollzogene Hinrichtungen ein sehr kurzer Bericht. Auf der ersten Seite eines Prospekts zur Hinrichtung in Rehburg ist zu lesen: „Leben und Hinrichtung des Vatermörders Wiepking, aus Schneeren, Amts Rehburg, welcher am 12. September vermittelst des Schwertes vom Leben zum Tode gebracht wurde.“ An der Landstraße in Richtung Mardorf (noch heute an einer kleinen Baumgruppe erkennbar) hat es ebenfalls eine Hinrichtungsstätte gegeben.
Im 19. Jahrhundert war ein berittener Gendarm in Bad Rehburg stationiert. Sein Dienstbereich umfasste auch Mardorf. Zu Hilfsdiensten waren die Vertreter vor Ort verantwortlich. So hatten auch Feldhüter (Ordnung in der Feldmark), Gemeindediener und Nachtwächter Polizeigewalt.
Mit einem Gedenkstein erinnert der Rehburger Bürger- und Heimatverein an die Geschichte des Ortes.
Die Freiwillige Feuerwehr Rehburg (Stadt) wurde am 16. Januar 1896 als erste des Landkreises Stolzenau gegründet. 32 Männer traten der Freiwilligen Feuerwehr bei. Der erste Kommandeur wurde der Bäckermeister Heinrich Lustfeld. Seitdem sorgt die Feuerwehr für den Brandschutz und die allgemeine Hilfe.
Im nahegelegenen Waldgebiet Buchholz bestand von 1941 bis 1945 das Lager im Rehburger Forst für sowjetische Kriegsgefangene.
Am 1. März 1974 wurde Rehburg mit den Gemeinden Bad Rehburg, Münchehagen, Loccum und Winzlar zur Stadt Rehburg-Loccum als Einheitsgemeinde zusammengeschlossen, deren Verwaltungssitz sich in Rehburg, dem größten der fünf Ortsteile, befindet.

## Religion

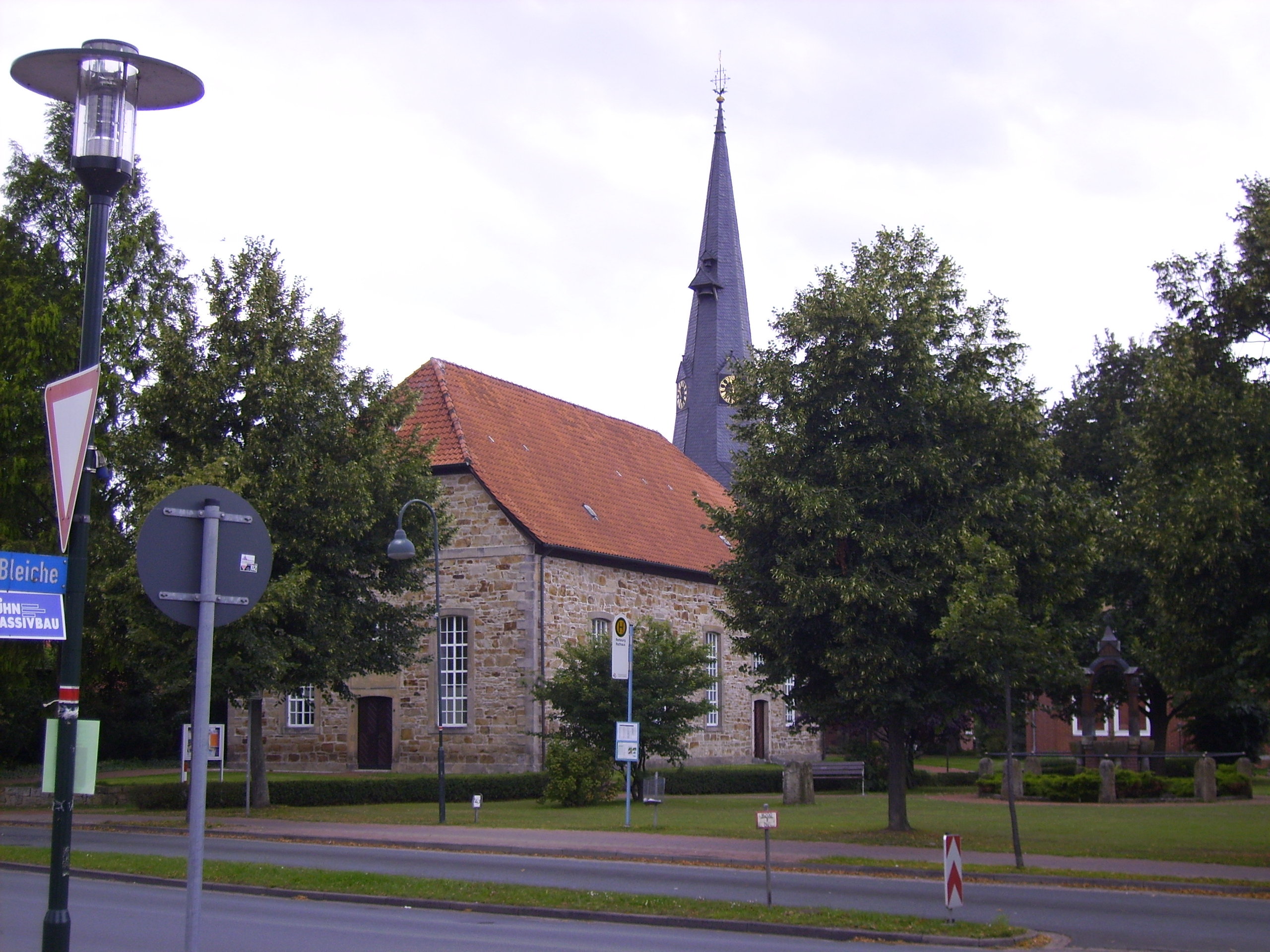
St.-Martini-Kirche

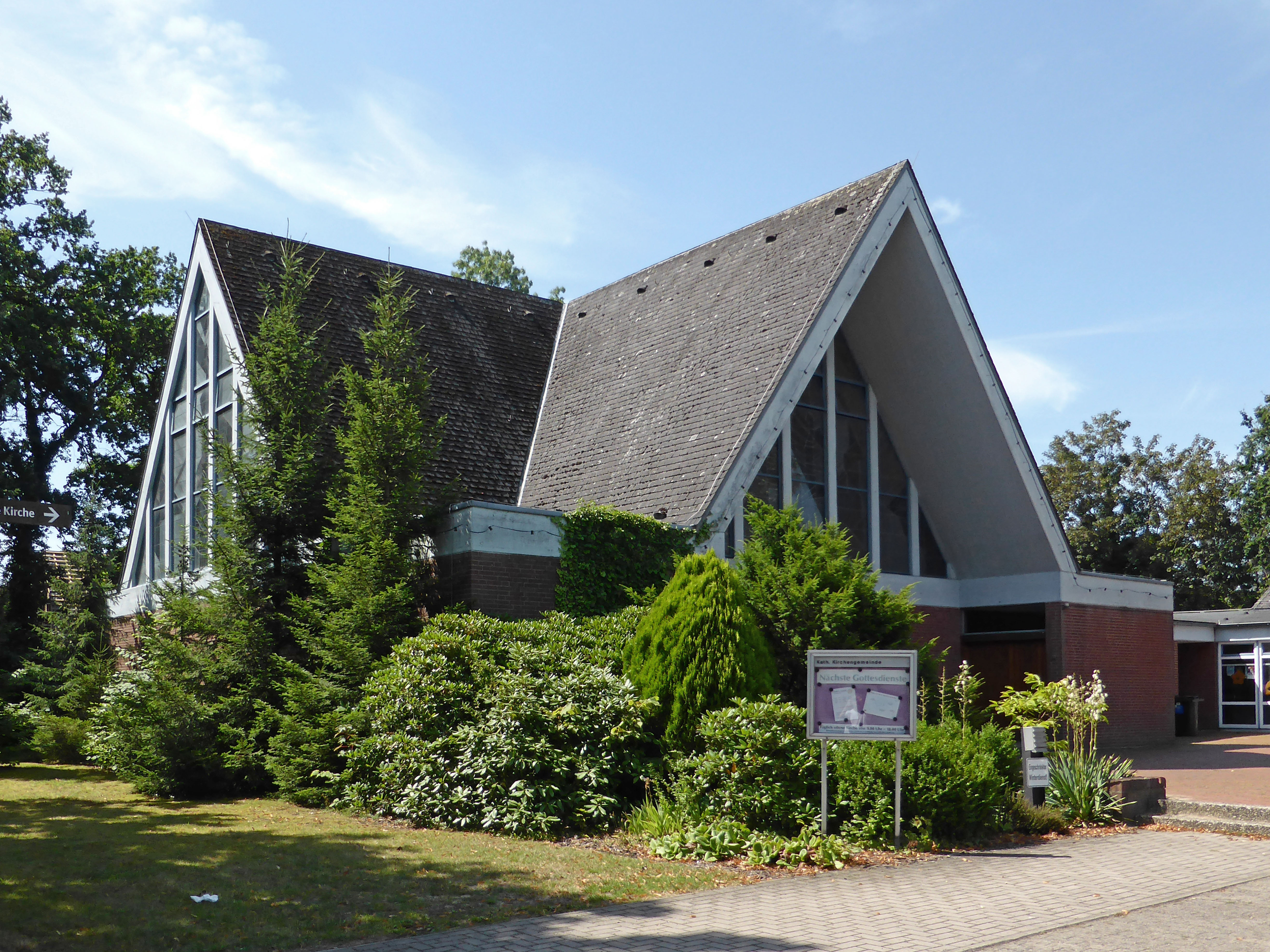
St.-Marien-Kirche

Die evangelisch-lutherische Kirche St. Martini, eingeweiht 1749, benannt nach Martin von Tours, befindet sich im Zentrum von Rehburg (siehe auch „Sehenswürdigkeiten“). Ihre Kirchengemeinde gehört zum Kirchenkreis Stolzenau-Loccum im Sprengel Hannover.
Die katholische Kirche St. Marien, benannt nach Maria (Mutter Jesu), befindet sich am Weidendamm. 1970 erfolgte ihre Grundsteinlegung, 1971 wurde sie fertiggestellt, und seit dem 1. September 2008 gehört sie zur Pfarrgemeinde St. Bonifatius in Wunstorf. Neben der Kirche befindet sich ein Bibelgarten.

## Politik

### Ortsrat
Der Ortsrat, der Rehburg vertritt, setzt sich aus sieben Mitgliedern zusammen. Die Ratsmitglieder werden durch eine Kommunalwahl für jeweils fünf Jahre gewählt.
Bei der Kommunalwahl 2021 ergab sich folgende Sitzverteilung:
| Ortsrat 2021Insgesamt 7 Sitze - SPD: 3 - Grüne: 1 - CDU: 3 |

### Ortsbürgermeisterin
Ortsbürgermeister ist Jürgen Busse (CDU).

## Kultur und Sehenswürdigkeiten
- Ev. St. Martini-Kirche: Der Rechtecksaal mit Westturm wurde 1748 wiederhergestellt. Vermutlich weitgehender Neubau unter Verwendung von Resten des Altbaus.
- Ehemalige Oberförsterei (heute Rathaus): im 18. Jahrhundert auf den Fundamenten der Burg Rehburg errichtet. Es handelt sich um einen einfachen klassizistischen Bau, dessen Vorderfront verputzt ist, die Rückseite besteht aus Sichtfachwerk. Der seitliche und der rückwärtige Anbau wurden ebenfalls in Fachwerk erstellt. In jüngster Zeit wurde das Gebäude um einen Erweiterungsbau in historisierenden Formen wenig einfühlsam ergänzt.
- Der heutige Ratskeller befindet sich in einem neugotischen Backsteingebäude in der Ortsmitte, in dem früher die Bauschule Rehburgs untergebracht war.
- Ehemalige Gemeindeschule mit dem Mahnmal für die Gefallenen der Weltkriege und dem Marktbrunnen. Das Gebäude der Gemeindeschule wird heute von der Polizei genutzt.
- Heimatmuseum
- Ruine der Rehburger Windmühle auf dem Mühlenberg
- Im Ortskern sind nur wenige ältere Fachwerkbauten erhalten, von denen die meisten durch Umbauten entstellt oder massiv erneuert sind.
- der „alte“ Steinbruch
- Rehburger Berge, ein Erholungsgebiet mit Wanderwegen im Wald
- Stift Asbeke in den Rehburger Bergen
- Ringwallanlage Düsselburg
- Wüstung Munichehausen am Hang des Haarberges, Stammsitz derer von Münchhausen

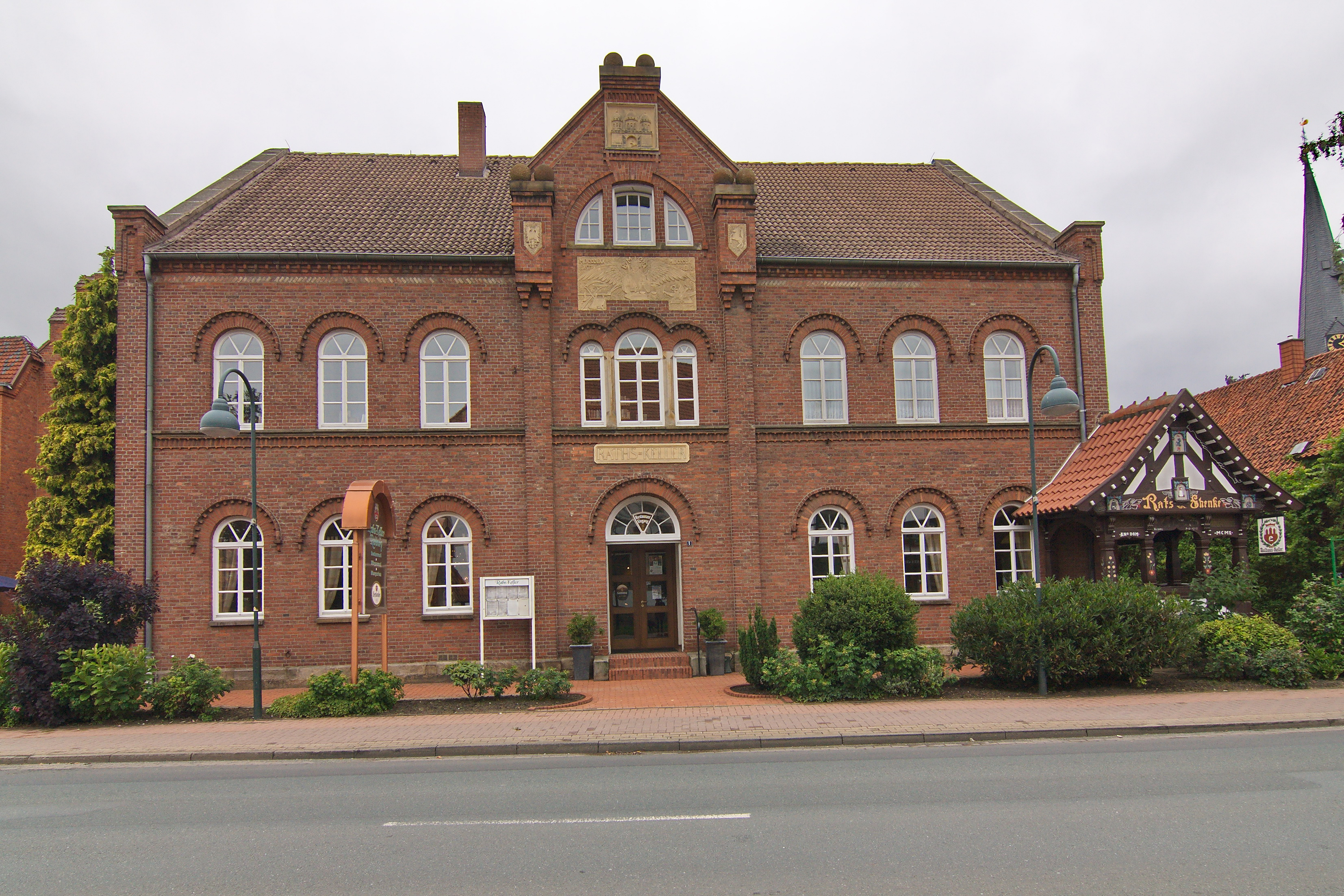
Ratskeller
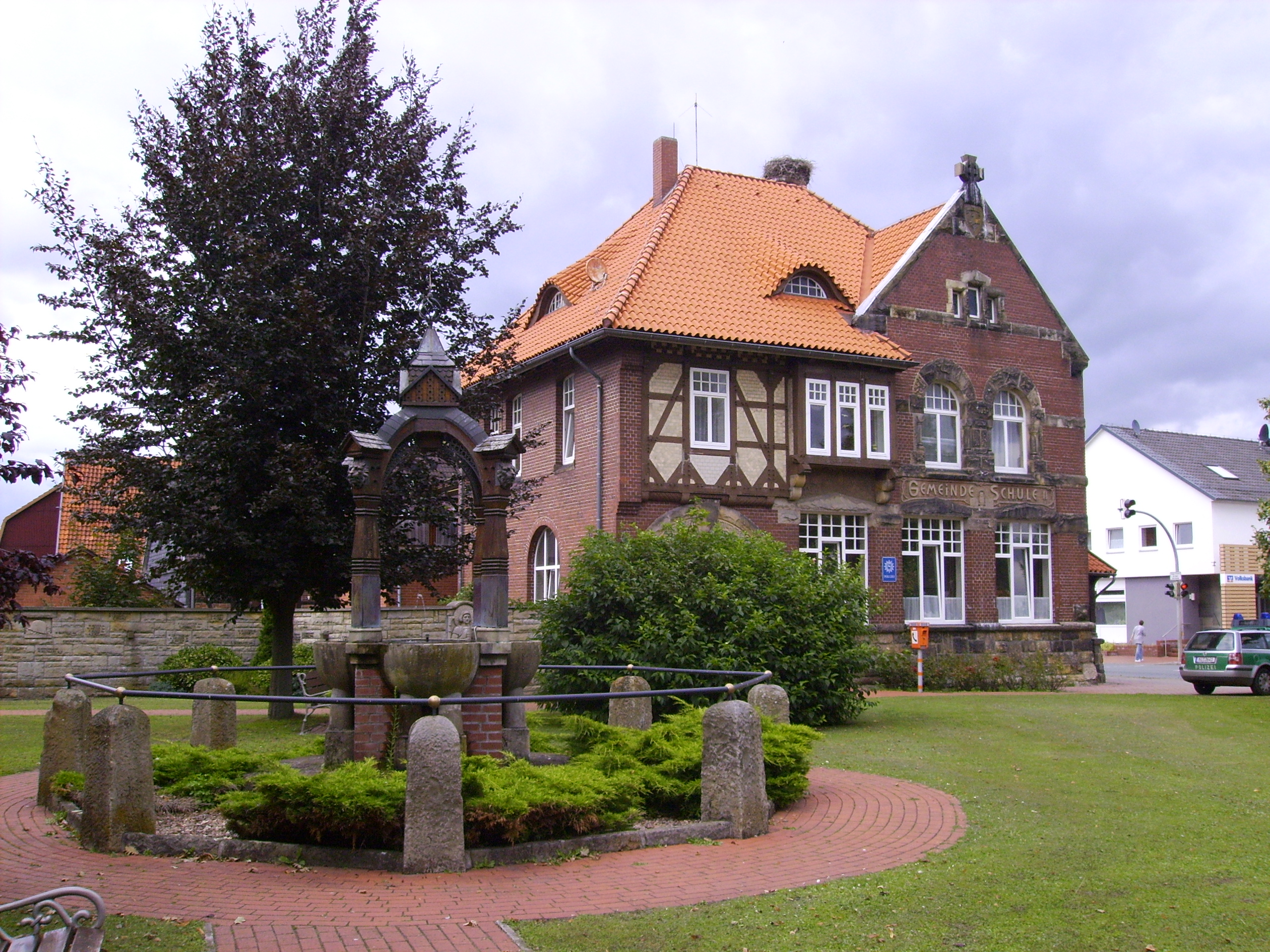
Die ehemalige Gemeindeschule und der Marktbrunnen
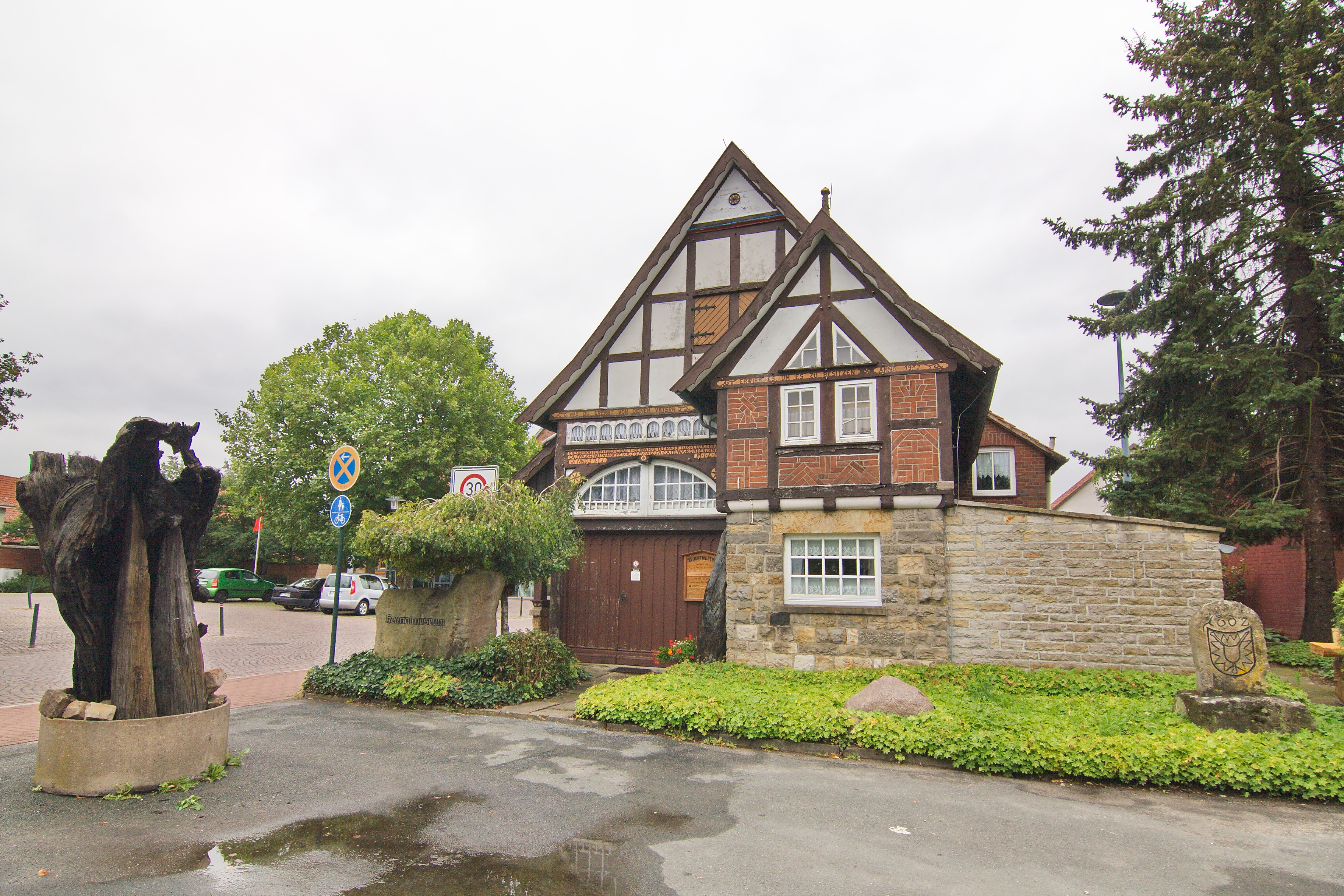
Heimatmuseum
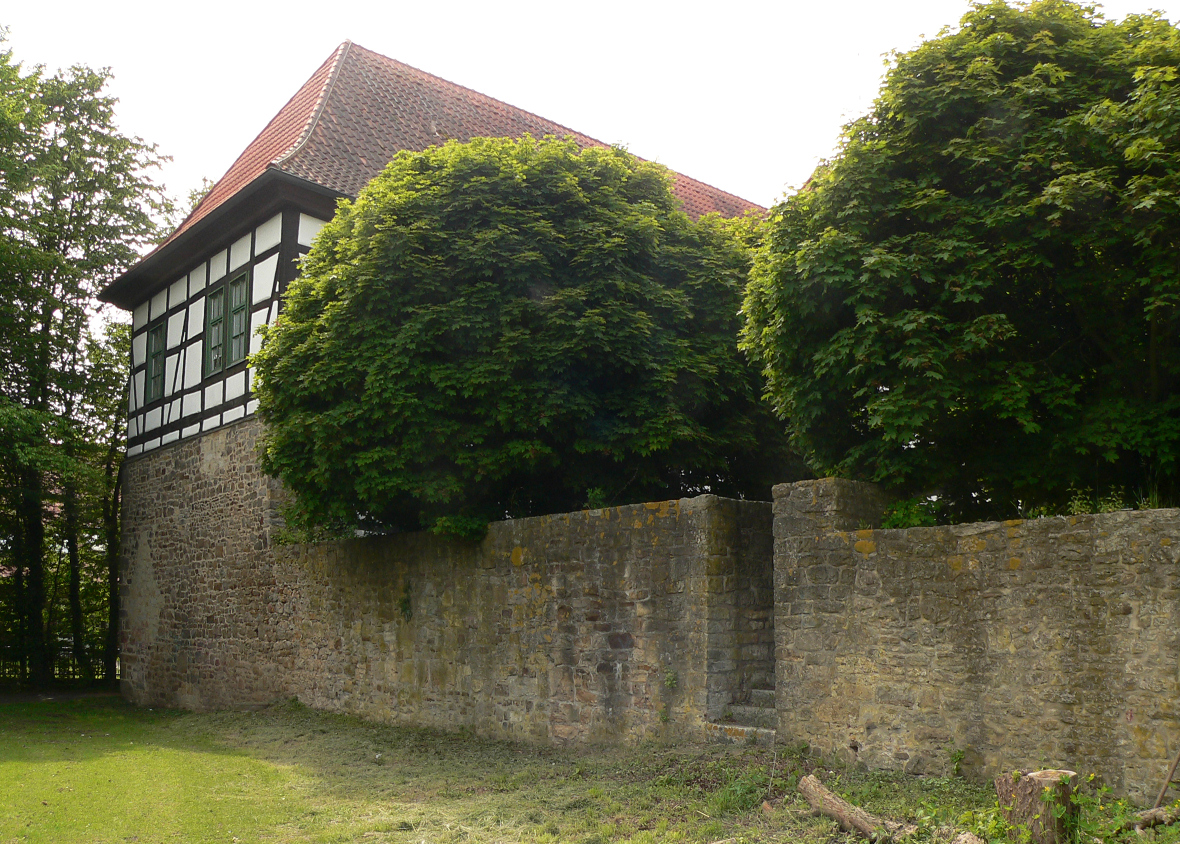
Mauerreste der Burg Rehburg
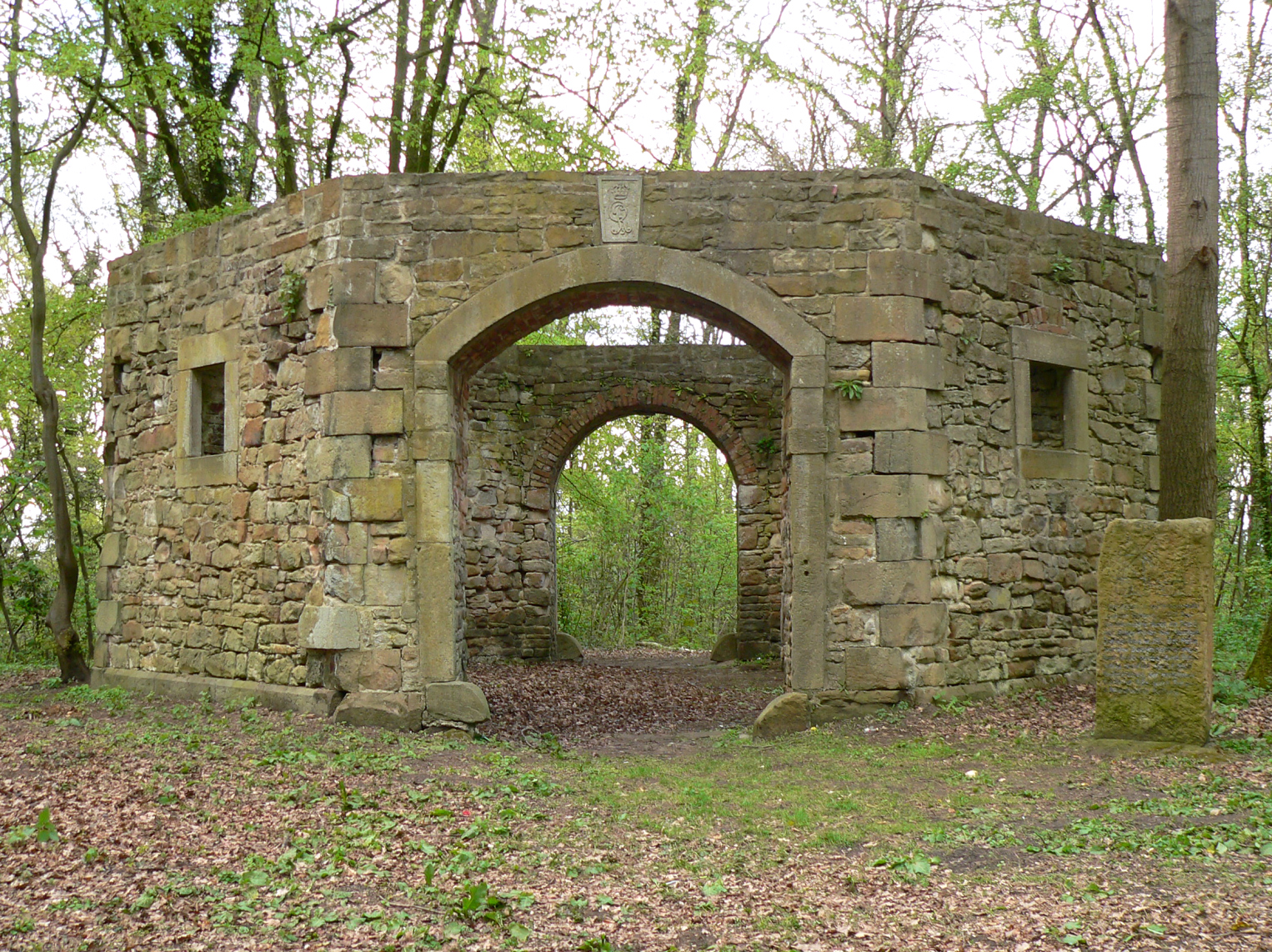
Die steinernen Reste der Rehburger Windmühle

## Wirtschaft und Infrastruktur
In Rehburg ist der Milchverarbeitungsbetrieb frischli ansässig.
Seit 1997 verkehrt ein Bürgerbus zwischen den Ortsteilen von Rehburg-Loccum.

## Persönlichkeiten
- Ludolf Hugo (1632–1704), Jurist und Politiker in Hannover
- Friedrich Andreas Crome (1705–1778), 1739 bis 1758 Pastor in Rehburg
- Ludwig Gottlieb Crome (1742–1794), Pädagoge und Philologe
- Friedrich August Crome (1757–1825), Theologe und Autor
- Ernst Jünger (* 1895 in Heidelberg; † 1998 in Riedlingen), Ehrenbürger
- Johannes Beer (1901–1972), Literaturwissenschaftler und Bibliothekar
- Gerhard Hahn (* 1946), deutscher Zeichentrickfilmregisseur
- Günter Hermann (* 1960), ehemaliger Fußballnationalspieler, Weltmeister 1990